# Eleccions presidencials del Kazakhstan de 2005
El 4 de desembre de 2005 es van celebrar eleccions presidencials al Kazakhstan. El president en funcions, Nursultan Nazarbàiev, en el poder des de 1989, es va presentar i va guanyar un tercer mandat enfront d'altres quatre candidats. Als candidats de l'oposició se'ls va permetre un cert accés als mitjans de comunicació, però aquest continuava sent restringit. Segons els observadors electorals occidentals, els candidats de l'oposició també van sofrir un assetjament considerable. L'Organització per a la Seguretat i la Cooperació a Europa (OSCE) va criticar les eleccions, qualificant-les d'injustes, però va observar millores.

## Context
El 22 de juny de 2000, el Consell Constitucional va dictaminar que el president Nursultan Nazarbàiev, que va ser reelegit en 1999 per a un segon mandat, estava complint de fet el seu primer mandat degut a la nova constitució del Kazakhstan aprovada en 1995, que es va produir abans de la seva candidatura a la reelecció. Per això, Nazarbàiev podia presentar-se a un tercer mandat de facto.
El 14 d'octubre de 2004, Jarmakhan Tuiakhbai, destacat funcionari kazakh, va dimitir de la presidència del Mazhilis (cambra baixa del parlament kazakh) després d'acusar el govern de falsejar les eleccions legislatives de 2004. Al mes següent, es va unir a l'oposició en convertir-se en president del Consell de Coordinació de les Forces Democràtiques del Kazakhstan el 23 de novembre de 2004, on va treballar en la redacció de la nova constitució kazakh. El 20 de març de 2005, Tuiakhbai es va convertir en el president del recentment creat bloc del moviment polític Per un Kazakhstan Just i va ser designat candidat per a les eleccions que havien de celebrar-se el desembre de 2006. No obstant això, el juny de 2005 es va anunciar que se celebrarien unes eleccions anticipades el desembre de 2005.
Zamanbek Nurkhadilov, descrit com la principal figura de l'oposició, no va poder participar, en haver mort poc abans de les eleccions. Antic alcalde d'Almati i ministre del govern, Nurkhadilov s'havia unit a l'oposició. Va ser trobat mort a tirs al novembre, poc després d'haver dit, pel que sembla, que faria públics els documents que demostraven la corrupció del govern. Prop del seu cos hi havia «un coixí foradat per les bales que podria haver estat utilitzada com a silenciador». La causa oficial de la mort es va presentar com a suïcidi, amb un informe en el qual s'afirmava que Nurkhadilov s'havia disparat dues vegades en el pit i després una al cap.

## Sistema electoral
El president del Kazakhstan es tria mitjançant el sistema de segona volta; si cap candidat obté la majoria dels vots en la primera volta, se celebra una segona volta entre els dos primers candidats.

## Reaccions
Ongalsin Jumabekov, president de la Comissió Electoral Central del Kazakhstan, va declarar vàlides les eleccions. Uns 1.600 observadors van supervisar les eleccions, entre ells 465 de la influent Organització per a la Seguretat i la Cooperació a Europa (OSCE).
Bruce George, coordinador dels observadors de l'OSCE, es va mostrar molt crític amb les eleccions: «Lamentablement, malgrat alguns esforços realitzats per a millorar el procés, les autoritats no van mostrar suficient voluntat política per a celebrar unes eleccions realment bones».
L'OSCE ha deixat constància dels següents problemes amb les eleccions: «Es van observar persones no autoritzades interferint en els col·legis electorals, casos de vot múltiple, farcit d'urnes i pressió sobre els estudiants perquè votessin durant la votació i durant el recompte, els observadors van veure la manipulació dels protocols de resultats i una àmplia gamma de violacions dels procediments».
El principal adversari de Nazarbàiev, Jarmakhan Tuiakhbai, es va negar a admetre la contesa. Va demanar al Tribunal Suprem del Kazakhstan que anul·lés els resultats de les eleccions per un suposat frau electoral comesa per la Comissió Electoral Central. No obstant això, el tribunal no va constatar cap infracció i, en conseqüència, les demandes de Tuiakhbai van ser desestimades el 23 de desembre de 2005.